# Željko Čajkovski
Željko Čajkovski (de vegades escrit Željko Tchaikowsky o Željko Txaikovski) (Zagreb, Iugoslàvia, 5 de maig, 1925) fou un futbolista i entrenador de futbol croat.
Amb la selecció de futbol de Iugoslàvia disputà la Copa del Món de Brasil 1950, marcant dos gols contra Mèxic. Participà en els Jocs Olímpics de 1948 guanyant una medalla d'argent. Pel que fa a clubs, va jugar amb el HAŠK Zagreb, Dinamo de Zagreb i el Werder Bremen alemany.
Un cop retirat fou entrenador a Alemanya a equips com SpVgg Fürth i Borussia Neunkirchen. Fou germà del també futbolista Zlatko Čajkovski.